# Phytocoris olseni
Phytocoris olseni är en insektsart som beskrevs av Knight 1923. Phytocoris olseni ingår i släktet Phytocoris och familjen ängsskinnbaggar. Inga underarter finns listade i Catalogue of Life.